# Beretta U22 Neos
Die Pistole Beretta U22 Neos der italienischen Fabbrica d’Armi Pietro Beretta S.p.A., ist eine 2002 eingeführte, halbautomatische Selbstladepistole im Kaliber .22 lfB. Sie wird ausschließlich bei Beretta USA Corp. hergestellt. Der Lauf wird in 114 mm (4,5 Zoll), 152 mm (6 Zoll) und 190 mm (7,5 Zoll) angeboten. Auf dem Schlitten oberhalb des Laufes lässt sich ein Zielfernrohr anbringen.
Das Design der U22 Neos ist futuristisch ausgeprägt. Wie viele neuartige Pistolendesigns besteht sie aus wenigen Teilen. Der Lauf kann durch eine Drehschraube am Verschlussstück abgenommen werden. Der Griff wird durch eine längliche Schraube mit dem Verschlussstück zusammengehalten. Die Seriennummer der Waffe befindet sich auf dem Verschlussstück. Das Magazin wird ungewöhnlicherweise auf der rechten Seite der Waffe oberhalb des Abzugs mit dem Betätigen des Zeigefingers ausgeworfen. Als Sicherung dient, anstatt eines Knopfes, ein Hebel.

## Karabiner Kit
Seit 2004  bietet Beretta ein Karabiner Kit an, das aus 2 Teilen besteht: einer skelettartigen Schulterstütze und einem 413 mm (16,25 Zoll) langen Lauf. Mit einem mitgelieferten Schraubenschlüssel lässt sich die U22 Neos vom Besitzer innerhalb von 2 Minuten in einen Karabiner verwandeln.

## Rückrufaktion
Am 15. September 2010 gab Beretta USA Corp. bekannt, dass die Beretta U22 Neos eventuell bei gesichertem Status feuern könne. Sogar das Auslösen eines Schusses sei möglich, wenn der Sicherungshebel von "An" auf "Aus" geschoben würde. Beretta bot eine kostenlose Reparatur der betroffenen Pistolen an und stellte auf seiner Internetseite ein PDF mit Bildern zur Verfügung, die zeigen, welche Modelle der U22 Neos betroffen sind. Trotz dieses Sicherheitsmangels an der U22 Neos kam es zu keinen bekannten Unfällen. Nur Modelle der U22 Neos, die vor September 2010 gebaut wurden, wiesen diesen Fehler auf.